# Тарасов Олексій Валерійович
Олексій Валерійович Тарасов (рос. Алексей Валерьевич Тарасов; 24 червня 1981, Тейково, РРФСР — 2 жовтня 2022, Україна) — російський офіцер, підполковник ПКС РФ. Герой Російської Федерації.

## Біографія
В 1998 році закінчив тейковську середню загальноосвітню школу №10 і вступив в Сизранський військовий авіаційний інститут, після закінчення якого в 2003 році був направлений у ВПС. Пройшов шлях до заступника командира 696-го дослідницько-інструкторського вертолітного полку з льотної підготовки 344-го Центру бойового застосування та переучування льотного складу армійської авіації. Учасник інтервенції в Сирію. З 24 лютого 2022 року у складі вертолітної ескадрильї брав участь у вторгненні в Україну. Загинув у бою. Похований в Сизрані.

## Нагороди
Отримав численні нагороди, серед яких:
- Медаль «За військову доблесть» 2-го і 1-го ступеня
- Медаль «За відзнаку у військовій службі» 3-го, 2-го і 1-го ступеня (20 років)
- Медаль «Учаснику військової операції в Сирії»
- Медаль «За участь у військовому параді в День Перемоги» — нагороджений двічі.
- Медаль Нестерова
- Орден Мужності (2022, посмертно)
- Звання «Герой Російської Федерації» (червень 2023, посмертно) — «за мужність і героїзм, проявлені під час виконання військового обов'язку.» 8 червня медаль «Золота зірка» була передана рідним Тарасова в Торжку губернатором Тверської області Ігорем Руденею.[1][2][3][4]